# Ministro del Medio Ambiente de Brasil
El Ministro del Medio Ambiente de Brasil es el encargado oficial del Ministerio del Medio Ambiente de Brasil. La actual Ministra del Medio Ambiente de Brasil es Izabella Teixeira.

## Lista de Ministros del Medio Ambiente
A continuación  se tiene la lista de ministros del Medio Ambiente de Brasil:

### Dictadura Militar (5.ª República)
| N.º | Nombre                 | Organismo                                                     | Início | Fin  | Presidente      |
| --- | ---------------------- | ------------------------------------------------------------- | ------ | ---- | --------------- |
| 1   | Paulo Nogueira Neto    | Secretaria Especial do Meio Ambiente (Ministério do Interior) | 1973   | 1974 | Emílio Médici   |
| 1   | Paulo Nogueira Neto    | Secretaria Especial do Meio Ambiente (Ministério do Interior) | 1974   | 1979 | Ernesto Geisel  |
| 1   | Paulo Nogueira Neto    | Secretaria Especial do Meio Ambiente (Ministério do Interior) | 1979   | 1985 | João Figueiredo |
| 2   | Roberto Messias Franco | Secretaria Especial do Meio Ambiente (Ministério do Interior) | 1985   | 1985 | João Figueiredo |

### Nueva República (6.ª República)
| N.º | Nombre                                 | Organismo                                                              | Início                   | Fin                      | Presidente                |
| --- | -------------------------------------- | ---------------------------------------------------------------------- | ------------------------ | ------------------------ | ------------------------- |
| 3   | Flávio Rios Peixoto da Silveira        | Ministério do Desenvolvimento Urbano e Meio Ambiente                   | 15 de marzo de 1985      | 14 de febrero de 1986    | José Sarney               |
| 4   | Deni Lineu Schwartz (interino)         | Ministério do Desenvolvimento Urbano e Meio Ambiente                   | 14 de febrero de 1986    | 23 de octubre de 1987    | José Sarney               |
| 5   | Prisco Viana                           | Ministério da Habitação, Urbanismo e Meio Ambiente                     | 23 de octubre de 1987    | 5 de septiembre de 1988  | José Sarney               |
| 6   | Ben-hur Luttembarck Batalha            | Secretaria Especial do Meio Ambiente                                   | 1988                     | 1989                     | José Sarney               |
| 7   | José Lutzemberger                      | Secretaria do Meio Ambiente da Presidência da República                | 15 de marzo de 1990      | 23 de marzo de 1992      | Fernando Collor           |
| 8   | José Goldemberg (interino)             | Secretaria do Meio Ambiente da Presidência da República                | 23 de marzo de 1992      | 14 de julio de 1992      | Fernando Collor           |
| 9   | Flávio Miragaia Perri                  | Secretaria do Meio Ambiente da Presidência da República                | 14 de julio de 1992      | 2 de octubre de 1992     | Fernando Collor           |
| 10  | Fernando Coutinho Jorge                | Ministério do Meio Ambiente                                            | 19 de octubre de 1992    | 16 de septiembre de 1993 | Itamar Franco             |
| 11  | Rubens Ricupero                        | Ministério do Meio Ambiente e da Amazônia Legal                        | 16 de septiembre de 1993 | 5 de abril de 1994       | Itamar Franco             |
| 12  | Henrique Brandão Cavalcanti (interino) | Ministério do Meio Ambiente e da Amazônia Legal                        | 5 de abril de 1994       | 1 de enero de 1995       | Itamar Franco             |
| 13  | Gustavo Krause                         | Ministério do Meio Ambiente, dos Recursos Hídricos e da Amazônia Legal | 1 de enero de 1995       | 1 de enero de 1999       | Fernando Henrique Cardoso |
| 14  | José Sarney Filho                      | Ministério do Meio Ambiente                                            | 1 de enero de 1999       | 5 de marzo de 2002       | Fernando Henrique Cardoso |
| 15  | José Carlos Carvalho                   | Ministério do Meio Ambiente                                            | 5 de marzo de 2002       | 1 de enero de 2003       | Fernando Henrique Cardoso |
| 16  | Marina Silva                           | Ministério do Meio Ambiente                                            | 1 de enero de 2003       | 15 de mayo de 2008       | Luiz Inácio Lula da Silva |
| 17  | Carlos Minc                            | Ministério do Meio Ambiente                                            | 27 de mayo de 2008       | 31 de marzo de 2010      | Luiz Inácio Lula da Silva |
| 18  | Izabella Teixeira                      | Ministério do Meio Ambiente                                            | 1 de abril de 2010       | —                        | Luiz Inácio Lula da Silva |